# Tino Buazzelli
Agostino "Tino" Buazzelli (13 de septiembre de 1922 – 20 de octubre de 1980) fue un actor teatral, cinematográfico y televisivo de nacionalidad italiana.

## Biografía
Nacido en Frascati, Italia, tras cumplir estudios en el "liceo delle scienze umane", Buazzelli entró en la Accademia d'Arte Drammatica de Roma, dirigida por Silvio D'Amico, y en la que se graduó en 1946.
Debutó como actor teatral en la compañía de Evi Maltagliati y Vittorio Gassman, obteniendo rápidamente buenas críticas gracias a sus actuaciones en Don Juan, de Molière, Todos eran mis hijos (de Arthur Miller), Casa Monastier (de Dennis Aniell) y L'aquila a due teste, de Jean Cocteau, antes de dedicarse a la dirección artística teatral.
Buazzelli se casó con la artista de revista milanesa Ermellina Banfi.
Dotado de una dicción perfecta e inconfundible, y de un timbre de voz cálido y armonioso, Buazzelli sacó provecho del contraste entre su obesidad y la elegancia de sus gestos y de su declamación, creando un tipo humano a la vez vigoroso y sombrío, a veces soñador, capaz de pasar con naturalidad de la comedia al drama.
Considerado entre los mejores intérpretes de Bertolt Brecht, es recordado por su interpretación de Galileo Galilei en La vida de Galileo, obra dirigida por Giorgio Strehler en la temporada 1962/1963 en el Piccolo Teatro di Milano. Su encuentro con Strehler tuvo lugar en 1952, cuando el director le llamó para trabajar en Elisabetta d'Inghilterra di Ferdinand Bruckner, Il revisore de Nikolái Gógol y Seis personajes en busca de autor, de Luigi Pirandello.
En 1955 Lucio Ardenzi lo involucró en una gira por América del Sur - Brasil, Argentina, Uruguay - organizada con el apoyo del Ministero dello Spettacolo. Entre los participantes había actores de la talla de Enrico Maria Salerno, Luigi Vannucchi, Anna Proclemer, Giorgio Albertazzi, Renzo Ricci, Eva Magni, Glauco Mauri, Davide Montemurri, Franca Nuti, Isa Crescenzi y Bianca Toccafondi. Aparte de El rey Lear de Shakespeare, que reunía en el mismo espectáculo a todos los principales actores de la compañía, el repertorio era totalmente italiano: Corrupción en el Palacio de Justicia de Ugo Betti, Beatrice Cenci de Alberto Moravia en estreno mundial, Il seduttore de Diego Fabbri.
Volvió a escena del Piccolo Teatro di Milano en 1959, con Platonov de Antón Chéjov.
En el cine se inició con un pequeño papel en el film Il cavaliere misterioso, dirigido en 1948 por Riccardo Freda. Posteriormente trabajó en diversas películas, en muchas de ellas como primer actor, y en otras como apoyo de cómicos del nivel de Totò y Renato Rascel.
En 1954 Buazzelli debutó en televisión, actuando en una adaptación a la pequeña pantalla de Espectros, de Henrik Ibsen. Sería la televisión la que contribuiría en gran parte a la fama del actor, no solo con su participación en la edición 1961-1962 de Canzonissima, sino también con sus actuaciones en adaptaciones de obras como El enfermo imaginario, de Molière (1963), Charlow e le figlie de Ivan Turgenev (1966), Circolo Pickwick (1967), y Tartarino sulle Alpi, de Alphonse Daudet (1968).
Absolutamente inolvidable, y tal vez insuperable, fue el juez Cust en Corrupción en el Palacio de Justicia, de Ugo Betti, con dirección de Daniele D'Anza en 1966.
En 1970, además de intérprete, fue guionista y director de Papà Goriot, inspirada en la célebre novela de Honoré de Balzac, y en 1978 encarnó magistralmente al protagonista de Il balordo, programa adaptado de la novela de Piero Chiara con dirección de Pino Passalacqua. Su última actuación para televisión fue Faust (1977), además de la presentación del show Il piatto ride para "Video Uno".
Pero la cima de su popularidad le llegó interpretando al detective privado Nero Wolfe, creado por Rex Stout, en una serie emitida entre 1969 y 1971 y dirigida por Giuliana Berlinguer, en la cual también trabajaban los actores Paolo Ferrari y Pupo De Luca. El drama llegó a los 19 millones de espectadores de media por episodio, superando incluso al Jules Maigret interpretado por Gino Cervi.
Tino Buazzelli falleció en Roma, Italia, en 1980, a los 58 años de edad, favoreciendo su obesidad su temprana muerte.

## Teatro
- Don Juan, de Molière, con Paolo Panelli, Nino Manfredi, Marina Bonfigli y Bice Valori; Teatro il Piccolo de Roma, dirección de Orazio Costa, 1945.
- La famiglia dell'antiquario, de Carlo Goldoni, con Paolo Panelli, Maria Teresa Albani, Franca Mariani y Giulia Bellini; dirección de Alfredo Zennaro, 17 de abril de 1946, Teatro Quirino Roma.
- Il ventaglio, de Carlo Goldoni, con Luciano Salce, Nino Manfredi, Giancarlo Sbragia y Gianni Bonagura; dirección de Alfredo Zennaro, 15 de abril de 1947, Teatro Quirino Roma.
- Quelli di Stralsund, de Fritz Stavenhagen, con Nino Manfredi, Bice Valori y Franco Giacobini; dirección de Ettore Gaipa, 19 de junio de 1947, Teatro Valle Roma.
- L'uomo e il fucile, de Sergio Sollima, con Rossella Falk, Achille Millo, Vittoria Martello y Nino Manfredi; dirección de Luigi Squarzina, 1947.
- La fiera delle maschere, con Achille Millo, Rossella Falk, Nino Manfredi y Vittoria Martello; 22 de agosto de 1947.
- Todos eran mis hijos, de Arthur Miller, con Vittorio Gassman, Evi Maltagliati, Nino Manfredi y Nora Ricci; dirección de Luigi Squarzina, 4 de noviembre de 1947, Teatro Quirino Roma.
- N.N., de Leopoldo Trieste, con Anna Alegiani, Achille Millo y Anna Proclemer; dirección de Gerardo Guerrieri, 28 de mayo de 1948, Piccolo Teatro de Milán.

## Radio
- Edipo rey, de Sófocles, con Renzo Ricci, Elena Da Venezia, Manlio Busoni y Antonio Crast; dirección de Orazio Costa, 2 de febrero de 1950.
- Giovanna D'Arco, de Charles Peguy, con Rina Morelli, Aldo Silvani, Nino Pavese y Ubaldo Lay; dirección de Anton Giulio Majano, 15 de mayo de 1950.
- Displaced persons, de Vito Blasi, con Lauro Gazzolo, Carlo Romano, Augusto Mastrantoni y Ubaldo Lay; dirección de Franco Rossi, 1951.
- Il tacchino dalle gambe di legno, de Ugo Liberatore, con Ottavio Fanfani, Lina Volonghi, Gianni Bortolotto y Enzo Tarascio; dirección de Mario Ferrero, 1959.
- Pronto, chi spara?, de Carlo Manzoni, con Cesare Polacco, Valeria Valeri, Ruggero De Daninos y Guido Verdiani; dirección de Nino Meloni, 1960.
- Il gioco delle parti, de Luigi Pirandello, con Lia Angeleri, Enzo Tarascio, Franco Sportelli y Tonino Pierfederici; dirección de Flaminio Bollini, 18 de junio de 1963.
- Corso di lingue, de Herrman Mert, con Evi Maltagliati y Roland Witt, dirección de Giandomenico Giagni, 1966.
- La rigenerazione, de Italo Svevo, con Laura Carli, Massimo De Francovich y Tino Bianchi; dirección de Edmo Fenoglio, 24 de mayo de 1975.

## Televisión
- Espectros, de Henrik Ibsen, con Diana Torrieri, Giorgio Albertazzi, Romolo Valli y Edda Albertini, dirección de Mario Ferrero, 28 de octubre de 1954.
- Alcestis, de Eurípides, con Sergio Fantoni, Olga Villi, Silvano Tranquilli y Gianna Piaz; dirección de Guido Salvini, 18 de julio de 1956.
- I giorni più felici, con Sonia Pizzorno, Alberto Lionello, Gianni Mantesi y Lina Volonghi; dirección de Tino Buazzelli, 21 de abril de 1958.
- Corrupción en el Palacio de Justicia, de Ugo Betti, dirección de Ottavio Spadaro, con Glauco Mauri, Nando Gazzolo y Giulia Lazzarini (1966)

## Filmografía
| - Guarany (1948) - Il cavaliere misterioso (1948) - Vivere a sbafo (1949) - Margherita da Cortona (1949) - I fuorilegge (1949) - Fiamma che non si spegne (1949) - Le sei mogli di Barbablù (1950) - La strada finisce sul fiume (1950) - Il conte di Sant'Elmo (1950) - Contro la legge (1950) - Tototarzan (1950) - La bisarca (1950) - La folla (1951) - I morti non pagano le tasse (1952) - Il bandolero stanco (1952) - Capitan Fantasma (1953) - Il nemico pubblico n° 1 (1953) | - Donne proibite (1954) - Carosello napoletano (1954) - Il cardinale Lambertini (1954) - Il conte Aquila (1955) - Totò all'inferno (1955) - I baccanali di Tiberio (1960) - Il corazziere (1960) - Fantasmi a Roma (1961) - Vino, whisky e acqua salata (1963) - I cuori infranti (1963) (episodio "La manina di Fatma") - Chi lavora è perduto (In capo al mondo) (1963) - Thrilling (1965) (episodio "Il vittimista") - Una vergine per il principe (1966) - Caccia alla volpe (1966) - Il diavolo nel cervello (1972) - Il balordo (1978) |

## Pintura
- En los años 1960 se dedicó a la pintura, produciendo un buen número de interesantes obras, principalmente óleos, que solía firmar con el pseudónimo Vittorio. En la parte posterior de las telas solía escribir Tino Buazzelli ATTORE in Arte Vittorio.